# Antennoeme
Antennoeme is een kevergeslacht uit de familie van de boktorren (Cerambycidae). De wetenschappelijke naam van het geslacht werd voor het eerst geldig gepubliceerd in 1911 door Hintz.

## Soorten
Antennoeme is monotypisch en omvat slechts de volgende soort:
- Antennoeme quadriplagiata Hintz, 1911